# Mikel Beroiz Pérez
Mikel Beroiz Pérez (Huarte, 4 de junio de 1989) es un jugador español de pelota vasca en la modalidad de mano. Juega en la posición de zaguero.
En su último año como amateur en 2008, logró el título sub-22 en el GRAVN, en el campeonato de España y en el de Europa de Clubes. Ya en profesional estrenó su palmarés en su primer año obteniendo la victoria en el Manomanista de 2.ª en 2009, título que no pudo revalidar al perder la final al año siguiente frente a Aritz Lasa.

## Palmarés
- campeón del mundo mano parejas (Barcelona 2018)

### Como profesional
- Campeón del Campeonato manomanista de promoción, 2009

### Como aficionado
- Campeón GRAVN sub-22, 2008
- Campeón de España de clubes, 2008
- Campeón de Europa de clubes, 2008
- Campeón del torneo Biharko Izarrak, 2008
- Campeón del torneo del Antiguo parejas, 2008

## Final de mano parejas
| Año  | Campeones            | Subcampeones      | Tanteo | Frontón |
| ---- | -------------------- | ----------------- | ------ | ------- |
| 2011 | Olaizola II - Begino | Xala - Beroiz (+) | 22-14  | Vizcaya |

(+) Beroiz sustituyó en la final a Abel Barriola por lesión de este último.

## Finales del manomanista de 2.ª Categoría
| Año  | Campeón    | Subcampeón | Tanteo | Frontón  |
| ---- | ---------- | ---------- | ------ | -------- |
| 2009 | Beroiz     | Argote     | 22-13  | Beotibar |
| 2010 | Aritz Lasa | Beroiz     | 22-15  | Beotibar |